# Kenya Okazaki
Kenya Okazaki (岡﨑 建哉 Okazaki Kenya?), född 31 maj 1990 i Hiroshima prefektur, är en japansk fotbollsspelare.
Okazaki började sin karriär 2013 i Gamba Osaka. 2015 blev han utlånad till Ehime FC. Han gick tillbaka till Gamba Osaka 2016. 2017 flyttade han till Tochigi SC. 2019 flyttade han till Montedio Yamagata.